# Gare d'Orangis - Bois de l'Épine
Ne doit pas être confondu avec Gare de Ris-Orangis.
La gare d'Orangis - Bois de l'Épine est une gare ferroviaire française de la ligne de Grigny à Corbeil-Essonnes, située sur le territoire de la commune de Ris-Orangis, dans le département de l'Essonne, en région Île-de-France.
C'est une gare de la Société nationale des chemins de fer français (SNCF) desservie par les trains de la ligne D du RER.

## Situation ferroviaire

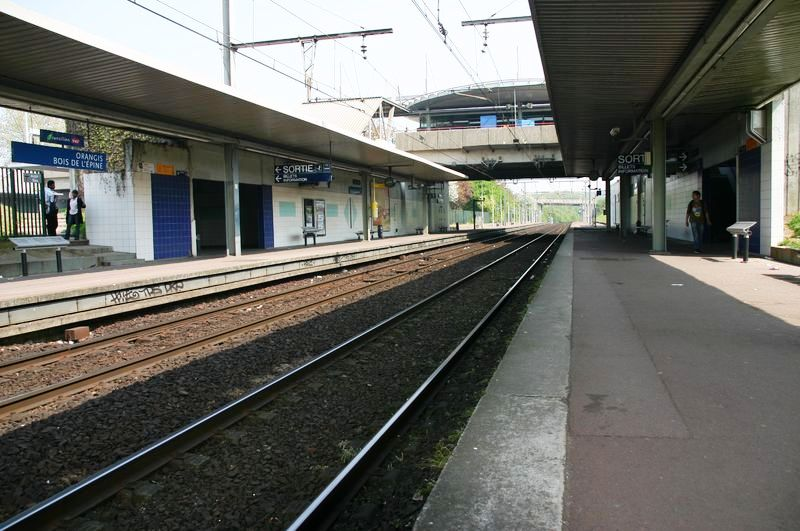
À gauche : voie 1 vers Corbeil ; à droite : voie 2 vers Juvisy/Paris

La gare, située au point kilométrique (PK) 4,870 de la ligne de Grigny à Corbeil-Essonnes, est desservie par les trains de la ligne D du RER.

## Histoire
La gare d’Orangis - Bois de l'Épine a été ouverte le 4 décembre 1975 et mise en service lors de l'ouverture complète de la ligne de Grigny à Corbeil-Essonnes le 6 décembre 1975.

## Fréquentation
Selon les estimations de la SNCF, la fréquentation annuelle de la gare s'élève aux nombres indiqués dans le tableau ci-dessous.
| Année               | 2019      | 2018      | 2017      | 2016      | 2015      |
| ------------------- | --------- | --------- | --------- | --------- | --------- |
| Nombre de voyageurs | 2 527 170 | 2 521 689 | 2 526 178 | 2 482 220 | 2 425 727 |

## Correspondances
La gare est desservie par les lignes 4204, 4206, 4213, 4218 et 4241 du réseau de bus Évry Centre Essonne.